# Идрисов, Динмухамет Аппазович
Идрисов, Динмухамет Аппазович (род. 29 декабря 1964, Чимкентская область, Арысский район, Казахская ССР, СССР) — казахстанский предприниматель. Основатель и бенефициар группы компаний Ordabasy Group, владелец и совладелец активов в энергетике, медиа, строительстве, сельском хозяйстве и телекоммуникациях. Один из самых влиятельных и богатых бизнесменов Казахстана по версии Forbes.

## Биография

### Образование
Окончил Алма-Атинский филиал Усть-Каменогорского строительно-дорожного института (1989) по специальности инженер строитель; окончил Казахскую государственную академию управления (1999) по специальности экономист.
Учился в аспирантуре Научно-исследовательского института строительных материалов.
Доктор технических наук, тема диссертации: «Научно-технологические основы стеновой керамики и углеотходов аргиллитового состава» (2002).
Академик Инженерной академии республики Казахстан (2006)

### Трудовой стаж
Мастер ЖЭУ-1 Минавтодора КазССР (1989—1990);
преподаватель Алматинского автодорожного института (1989—1996);
старший лаборант Усть-Каменогорского дорожно-строительного института (1990);
ассистент Алматинского автодорожного института (1991—1996);
директор ТОО «Караспан» (1996—1997);
учредитель и президент ТОО «Алма-Ойл», ТОО «Ордабасы» (1997);
председатель совета директоров ТОО «Ордабасы» (с 2000);
президент АО "Корпорация «Ордабасы» (с 04.2002);
председатель совета директоров АО «Казахстанские Коммунальные системы» (02-06.2005);
управляющий директор АО Национальная компания «Казахстан темир жолы» (12.2005-05.2006);
председатель совета директоров АО «Maten Petroleum» (с 2010):
председатель наблюдательного совета ТОО «Ordabasy Group» с апреля 2010 года.

### Бизнес
С начала 2000-х годов Идрисов начал формировать диверсифицированный бизнес-портфель под брендом Ordabasy Group. В сферу интересов группы входили: коммунальные и инфраструктурные проекты, телекоммуникации, дистрибуция, строительство, добыча полезных ископаемых и сельское хозяйство.
Среди ключевых активов и проектов:
·       «Казахстанские коммунальные системы» (энергетика и водоснабжение);
·       медиахолдинг «АлмаТВ» (выкуплен в 2014 году);
·       аграрные проекты на юге Казахстана, включая оливковые плантации, первый урожай с которых планировался на 2024 год;
·       инвестиции в золотодобычу и другие недропользовательские активы.

## Судебные и корпоративные конфликты
В 2023–2025 годах стал фигурантом нескольких публичных споров:
- судебное разбирательство по поводу земельного участка в Алматы, который, по утверждению властей, был использован незаконно[7];
- конфликт с партнёрами и госструктурами вокруг долей в недропользовательских активах (золотодобыча, энергетика)[8][9].

Одно из самых резонансных дел связано с казахстанским Bank RBK. Как сообщало издание Kursiv, в ноябре 2017 года у Bank RBK сменились владельцы — из состава акционеров вышел в том числе Идрисов, который владел 9,9% банка. Позже RBK создал ТОО «Специальная финансовая компания DSFK». В компанию передавали «сомнительные активы» Bank RBK, ее основной задачей стало взыскание средств с должников банка. Одним из таких должников, пишет Kursiv, был сам Идрисов.
Бизнесмену предписали погасить задолженность в 28,6 млрд тенге, но он этого не сделал. Сначала с иском к Идрисову обратилась DSFK (компания требовала возвращения долга, иск удовлетворили). Потом Идрисов подал в арбитражный суд на компанию. Он требовал, чтобы DSFK приняла в счет погашения долга собственные облигации на 28 млрд тенге (они достались компании после ухода Идрисова из акционеров банка). Этот иск был удовлетворен. Но это не понравилось Казахстанскому фонду устойчивости, который купил облигации DSFK, выпущенные в рамках программы спасения Bank RBK от банкротства.  Фонд обратился в Алматинский горсуд с просьбой отменить решение, вынесенное в пользу Идрисова. Как сообщает издание BES.media, 11 октября 2023 года апелляция отменила это решение, поскольку этот спор не был подсуден арбитражу. В Верховном суде Динмухамет Идрисов просил отменить определение апелляции и оставить в силе решение арбитража. В Верховном суде решили отказать в пересмотре дела.

## Участие в списках Forbes
В 2025 году журнал Forbes Kazakhstan поставил Динмухамета Идрисова на 18-е место в списке 75 богатейших бизнесменов Казахстана с оценочным состоянием в $563 млн. В 2024 году бизнесмен занял 26-е место в рейтинге самых влиятельных бизнесменов страны.

## Общественная деятельность
Идрисов является обладателем государственных наград «Құрмет» и «Парасат», активно поддерживает образовательные инициативы и университетские проекты.